# Gøglerliv
Gøglerliv er en dansk dokumentarfilm fra 1993 instrueret af Jes Petersen efter eget manuskript.

## Handling
De gamle gøglere er ved at uddø. Rainer og Ebba Thierry er blandt de sidste. De fortæller om et utroligt liv på randen af samfundet - et liv der har været båret af en del opfindsomhed og en del fantasteri.